# Ghost Talker’s Daydream
Vulgar Ghost Daydream (яп. 低俗霊DAYDREAM, Teizokurei Daydream) «Ghost Talker’s Daydream» — манга, созданная Мэгуро Санкити. Мистический детектив с элементами чёрного юмора и этти .

## Сюжет
Главная героиня, Сайки Мисаки, являясь достаточно успешной госпожой в S&M клубе, попутно работает некромантом в правительственной организации «Департамент Охраны Живых». Специфика её работы в освобождении помещений, а также людей от неупокоенных духов. Способности главной героини позволяют ей обнаружить и возможно войти в контакт с духом для переговоров. Особенности характера, а также трудное детство из-за бросающегося в глаза отличия помогают ей в психологическом анализе ситуации. Проблема в том, что при личном отрицательном отношении к обеим своим профессиям, работу на правительство она считает более постыдной. Основная сюжетная линия заключена в сложном случае с цепью самоубийств и связью их с BBS «Rock’n’Roll Suicide» и его создателя.

## Персонажи
Сайки Мисаки (яп. 崔樹 深小姫) — девятнадцатилетняя главная героиня. Время от времени подрабатывает некромантом в Департаменте Охраны Живых. Основная работа — «госпожа» в одном из приличных SM-клубов. Довольно развязная, смешливая и смелая девушка, при этом умна и спортивна. Она не в восторге от своего основного занятия, но ничего более подходящего найти не смогла, а заработки некроманта нерегулярны и вообще редки (хотя и высоки). В прошлом примерная ученица, скромная и тихая, по неизвестной причине ушла из дому и находится в натянутых отношениях с отцом. Одна из причин этого — отец — её работодатель по некромантской части. Она до сих пор девственница. Близорука. Домашнее (и нательное) животное — демон-верёвка. Сэйю: Масуми Асано
Кадотакэ Соитиро (яп. 柧武 惣一郎) — Место работы: Департамент Защиты Живых. Никакими сугубо профессиональными качествами необходимыми для данной работы, кроме знания боевых искусств он не обладает. Призраков видеть неспособен. Трус. Испытывает определённые чувства к Мисаки. Сэйю: Томокадзу Сугита
Кунуги Ай (яп. 椚 アイ) — группа поддержки, некромант в стадии обучения. Тихая и немного странная девочка. Появляется во второй главе как жертва. После пробуждения способностей переходит в группу поддержки Мисаки. Питает слабость к плюшевым мишкам. Из родственников — есть отец, была сестра и племянница, но обе умерли. Воспринимает Мисаки как семпая. Сэйю: Юкари Тамура
Фудзивара Мицуру (яп. 藤原 充) — Фанат Мисаки, «сталкер». Хорошо разбирается в радио-технике (маячки, микрофоны скрытой установки). Учится в одном классе с Ай. Сын синтоистского священника. Сэйю: Дайсукэ Кисио